# 安定分布
安定分布（あんていぶんぷ、英: stable distribution） は、正規分布やコーシー分布を含むより広い概念であり、安定分布に従う確率変数の和は適当な一次変換によって元の分布になる。正規分布やコーシー分布は安定分布の特別な場合である。安定パレート分布 (英: stable pareto distribution)、レヴィ分布 (英: Lévy distribution) とも呼ばれる。

## 定義
退化分布を除き、次の性質を満たす分布は安定分布である。
（Nolan 2009）.
X1 と X2 を確率変数 X の独立な複製 (copy) とする。確率変数 aX1 + bX2（a と b は定数）が cX + d（c と d は定数）と同一な分布であるとき、確率変数 X は 安定 であると言い、d = 0 のとき、この分布は 厳密に安定 であると言う。
{\displaystyle aX_{1}+bX_{2}\;{\overset {\underset {\mathrm {d} }{}}{=}}\;cX+d}

### 確率密度関数
安定分布の確率密度関数を解析的に書くことはできないが、特性関数 ψ(t) を用いて次のように書くことができる。
{\displaystyle f(x)={\frac {1}{2\pi }}\int _{-\infty }^{\infty }\varphi (t)e^{-ixt}\,dt}
これを利用して数値計算（数値積分）が可能である。

### 特性関数
分布の特性関数 ψ(z) は、4つのパラメータ α, β, γ, δ によって以下のように表すことができる。
{\displaystyle \varphi (z)=\exp \left[i\delta z-\gamma |z|^{\alpha }\left\{1+i\beta \operatorname {sgn}(z)\omega (z,\alpha )\right\}\right]}

{\displaystyle \omega (z,\alpha )=\left\{{\begin{matrix}\tan {\frac {\pi \alpha }{2}}&(\alpha \neq 1)\\{\frac {2}{\pi }}\log |z|&(\alpha =1)\end{matrix}}\right.}
ただし、0 < α ≤ 2, −1 ≤ β ≤ 1, γ > 0、sgn (x) は x の符号関数。

α は特性指数と呼ばれ、0 < α ≤ 2 の範囲の値をとる安定分布を特徴づける最も重要な量である。安定分布の指数という場合は通常この α のことを指す。α は分布の裾の厚みの尺度であり、小さいほど裾が広い。歪度指数、あるいは非対称パラメータとも呼ばれる β は分布の対称性を支配し −1 ≤ β ≤ 1 の値をとり、β = 0 のときは左右対称な分布となる。位置母数 δ は分布全体を平行移動するパラメータである。規模母数 γ は X の縮尺を変更するパラメータである。

## 特別なケース

### 正規分布
α = 2 の場合、（この場合、β は分布に影響を与えない）
{\displaystyle \varphi (z)=\exp \left(i\delta z-\gamma z^{2}\right)}
となる。これは、平均 δ、分散 2γ の正規分布である。

### Holtsmark分布
α = 3/2, β = 0 の場合、Holtsmark distribution となる。この分布は一般超幾何関数を使用することにより確率密度関数を記述できる。

### コーシー分布
α = 1, β = 0 の場合
{\displaystyle \varphi (z)=\exp \left(i\delta z-\gamma |z|\right)}
となる。これは中央値 δ、尺度母数 γ のコーシー分布である。

### （狭義）レヴィ分布
α = 0.5, β = 1 の場合
{\displaystyle \varphi (z)=\exp \left[i\delta z-\gamma {\sqrt {|z|}}\left\{1+i\operatorname {sgn}(z)\right\}\right]}
となる。これは（狭義）レヴィ分布である。

## 一般化中心極限定理
中心極限定理では、独立同分布（ただし分散は有限に限る）に従う確率変数の算術平均の確率分布は、変数の数が多くなるに従い正規分布に収束するが、安定分布において 0 < α < 2 の場合は分散が無限大となり、正規分布には収束せず安定分布 {\displaystyle \varphi (x;\alpha ,0,c,0)} に収束する。
（Voit 2003 § 5.4.3）